# Sonata para piano n.º 15 (Beethoven)
A Sonata para Piano Nº 15, Opus 28, é uma obra do compositor Ludwig van Beethoven, também conhecida como Sonata Pastoral. A obra data de 1801 e possui quatro movimentos.

Esta pastoral possui efeitos que remontam à música barroca, como os interlúdios pastorais do Oratório de Natal de Bach e do Messias de Handel. As composições pastorais exibem características de efeitos dos bordões baixos (notas graves sustentadas no primeiro e no quinto grau da escala) e repetições motívicas que duram toda uma frase. Beethoven utilizou estes recursos mais tarde em sua Sinfonia Pastoral.

## Estrutura

### 1. Allegro
É caracterizado pelos baixos monótonos da introdução em contraste ao movimento brilhante expressivo feito pela mão direita. O movimento é escrito em Ré Maior e em 3 por 4.

### 2. Andante
Escrito em Ré menor e com a fórmula de compasso de 2 por 4, o movimento Andante tem um contraste importante com o primeiro, especialmente por ser no Tom homônimo, porém mantém a característica de baixos repetitivos contrastando com motivos melódicos brilhantes.

### 3. Scherzo: Allegro Vivace
Possui uma introdução bem-humorada que alterna momentos de suavidade com momentos de exposição forte do tema. O trio possui uma linha rítmica que se repete várias vezes. É um movimento pequeno escrito em Ré Maior e em 3 por 4.

### 4. Rondo: Allegro ma non troppo
Executa passagens harmônicas contrastantes e alternâncias rítmicas entre as duas mãos. Escrito em Ré Maior e em 6 por 8, fecha a sonata com um humor leve e tem em seu final um movimento virtuoso característico de Beethoven.